# Marius-François Gaillard
Pour les articles homonymes, voir Gaillard.
Marius-François Gaillard, né le 13 octobre 1900 dans le 7e arrondissement de Paris et mort le 23 juillet 1973 à Évecquemont (Yvelines), est un pianiste, compositeur et chef d'orchestre français.

## Biographie
Fils du violoniste et chef d'orchestre Paulin Gaillard, Marius-François Gaillard effectue ses études au Conservatoire de Paris auprès de Louis Diémer, pour le piano, et Xavier Leroux pour l'harmonie. Il avait épousé Anne Berdin (1894-1974).
On se souvient de lui comme premier interprète de l'œuvre pianistique de Debussy vers le début de sa carrière, qu'il enregistre pour le label Odeon, à la fin des années 1920 et par la direction des grands classiques (1928-1949), grâce à l'orchestre de chambre qui porte son nom,.
Il a créé plusieurs œuvres de Charles Koechlin, notamment en tant qu'accompagnateur, la sonate pour violoncelle (1917), op. 66, avec Léon Laggé (Concert SMI du 6 mars 1924), les deux premiers numéros du second cahier de Shéhérazade, op. 84 (Salle Érard, 17 mai 1926) avec Jane Bathori et en tant que pianiste, les Quatre nouvelles sonatines (1924), op. 87 (Pleyel, 3 juin 1929).
En tant que compositeur, il laisse de la musique pour le théâtre, un ballet, trois symphonies et plusieurs mélodies. Son style « dans une tendance néo-impressionniste » est très personnel et inspiré par ses nombreux voyages à travers le monde, en Asie ou en Amérique des musiques ethniques dont il prend note.

## Compositions
- Recueil pour piano (1920)
- El Dorado, film de Marcel l'Herbier (1921)
- Sonate pour violon et piano (1923)
- La Danse pendant le festin, ballet (1924 ; Choudens) (OCLC 229475707) — création, Paris 23 mai 1925, au Théâtre de l'Exposition des Arts Décoratifs.
- Guyanes, suite symphonique pour orchestre (1925)
- Symphonie (1927)
- Ode à la France, cantate pour soliste, chœur et orchestre (1928 ; Choudens) (OCLC 4338805)
- Images d'Épinal pour piano et orchestre (1929)
- Détresse, ballet (1932)
- Ordre français, suite pour orchestre (1933)
- Trio à cordes (1935)
- Symphonie (1937)
- Symphonie en mi  « Europe » (1937)
- Concerto classique pour violoncelle et orchestre (1950)
- Sonate baroque pour violon et piano (1950)
- Minutes du monde pour violoncelle et piano (1952)
- Tombeau romantique pour piano et orchestre (1954)
- Concerto leggero pour violon et orchestre (1954)
- Concerto agreste pour alto et orchestre (1957)

### Arrangements et orchestrations
- Debussy, Le Triomphe de Bacchus (1928 ; Choudens) — original pour piano à quatre mains (OCLC 682533449).
- Debussy, Ode à la France, cantate. Partie pour piano « réalisé par Marius-François Gaillard » (piano 1928 ; vers. orchestrée, 1958 ; Choudens)[7]

### Musiques de film
- 1921 : El Dorado de Marcel L'Herbier
- 1933 : Midi, documentaire de Jean Dréville
- 1935 : La Route impériale de Marcel L'Herbier
- 1936 : Club de femmes de Jacques Deval
- 1936 : Les Hommes nouveaux de Marcel L'Herbier
- 1936 : Joli Monde de René Le Hénaff
- 1939 : Yamilé sous les cèdres de Charles d'Espinay
- 1939 : Fort Dolorès de René Le Hénaff
- 1941 : Nous les gosses de Louis Daquin
- 1941 : Histoire de rire de Marcel L'Herbier
- 1947 : Je suis un fugitif d'Alberto Cavalcanti
- 1948 : La Révoltée de Marcel L'Herbier
- 1951 : La Grande île au cœur des Saintes-Eaux de Monique Muntcho et J.K. Raymond-Millet
- 1959 : Les Rendez-vous du diable, documentaire d'Haroun Tazieff.

## Discographie
- Debussy, Œuvres pour piano (1928–1930, 2CD APR 6025A)[8]